# Giuseppe Aventi
Giuseppe Aventi, pseudonimo di Giuseppe Paganelli (Cattolica, 19 maggio 1893 – Milano, 14 dicembre 1973), è stato un antifascista, saggista, giornalista e traduttore italiano.

## Biografia
Interventista, combatté nella prima guerra mondiale in qualità di sottotenente. Nel 1919 partecipò all'impresa di Fiume con D'Annunzio e subito dopo fu chiamato da Mussolini per entrare nella redazione de «Il Popolo d'Italia». Iscritto al partito fascista quello stesso anno, ne uscì nel 1923 e prese a collaborare con la stampa d'opposizione, motivo per cui nel 1924, a Bologna, i fascisti lo aggredirono al punto da rendere necessario il ricovero in ospedale per dieci giorni. Nel 1926 fu condannato a cinque anni di confino a Lampedusa.
Era laureato in lettere all'Università di Bologna e scrisse per le riviste «Pan» (1933-1935), «Pégaso» (1929-1933) e «Solaria» (1926-1934), firmandosi col cognome della madre (la contessa Aventi, discendente da una famiglia ferrarese di patrioti risorgimentali) per scampare alla persecuzione fascista. Continuò l'attività di opposizione al regime e fu arrestato a Roma e Bologna; nel gennaio del 1939, a Firenze, fu ristretto nel carcere delle Murate, dove rimase sino ad aprile, poi fu nuovamente confinato, questa volta a Ventotene.
Nel secondo dopoguerra collaborò a «Nuovi Argomenti».

## Opere
- Diario di Ventotene,  All'insegna del pesce d'oro, Milano, 1975; Galata, Genova, 2007.

Traduzioni
- Alphonse Daudet, I re in esilio, Rizzoli, Milano, 1933.
- Alexandre Dumas, Ascanio, Rizzoli, Milano, 1934.
- Jules Renard, Pel di carota, Treves, Milano, 1934.
- Georges Courteline, Quei signori dalle mezze maniche, Rizzoli, Milano, 1934.
- Jean e Jerôme Tharaud, Un regno di Dio, Rizzoli, Milano, 1934.
- Alexandre Dumas, I tre moschettieri, Rizzoli, Milano, 1935.
- Alexandre Dumas, Vent'anni dopo, Rizzoli, Milano, 1935.
- François-René de Chateaubriand, Vita di Rancé, Bompiani, Milano, 1942.
- Erskine Caldwell, Mosca sotto il fuoco, Mondadori, Milano, 1950.